# Steve Mason (Religionswissenschaftler)
Steven Neil Mason (* 1957) ist ein kanadischer Historiker und Religionswissenschaftler, dessen Spezialgebiet u. a. die Römische Provinz Judäa in der griechisch-römischen Zeit ist, insbesondere gilt  sein wissenschaftliches Interesse Flavius Josephus und den frühchristlichen Schriften.

## Leben
Mason begann sein Studium 1978 an der McMaster University u. a. in Judaistik und wechselte dann, von 1980 bis 1981 an der gleichen Universität, in den Fachbereich Religionswissenschaften über. Es war die Zeit, in der dort Ed Parish Sanders, Albert I. Baumgarten, Benjamin Franklin Meyer und Alan Mendelson lehrten. Er setzte dann 1981 bis 1986 sein Studium am St. Michael’s College der University of Toronto fort. Seinen Ph.D. erwarb er am Wycliffe College in Toronto im Jahre 1986 mit einer Arbeit unter dem Titel: „Josephus on the Pharisees: A Composition-Critical Study.“ Nach umfassenden Arbeiten erhielt Mason vom Canada's Social Sciences and Humanities Research Council (SSHRC) Mittel für einen einjährigen Forschungsaufenthalt an der Hebräischen Universität von Jerusalem.
Er war Professor für Klassische Geschichte und Religionswissenschaft an der York University in Toronto und hatte den Kirby-Laing-Lehrstuhl für neutestamentliche Exegese an der Universität Aberdeen von 2011 bis 2015 inne. Seit 2015 lehrt und forscht er an der Universität Groningen, wo er den Lehrstuhl Ancient Mediterranean Religions and Cultures innehat.
Mason wurde mit „Alexander-von-Humboldt-Forschungspreis“ der Alexander-von-Humboldt-Stiftung im Jahre 2013 und als Dirk-Smilde-Fellow-Stipendiat des Qumran Institute University of Groningen (2014) ausgezeichnet.

## Publikationen (Auswahl)
- Flavius Josephus on the Pharisees: A Composition-Critical Study (=  Studia post-Biblica. 39).  E. J. Brill, Leiden & New York 1991, ISBN 978-90-04-09181-8.
- Josephus and the New Testament.  Hendrickson Publishers, Peabody, MA 1992, ISBN 978-0-943575-99-5; deutsch: Flavius Josephus und das Neue Testament. (=UTB 2130) Francke, Tübingen/Basel 2000, ISBN 3-7720-2275-8
- Josephus, Judea and Christian Origins: Methods and Categories.  Hendrickson Publishers, Peabody, MA 2009, ISBN 978-1-59856-254-5.
- Flavius Josephus: Translation and Commentary Volume 9, Life of Josephus, E. J. Brill,  Leiden & New York 2001, ISBN 978-1-4237-1447-7.
- Flavius Josephus: Translation and Commentary – Volume 1b – Judean War 2, E. J. Brill, Leiden & New York 2008,  ISBN 978-90-04-16934-0.
- A History of the Jewish War, A.D. 66–74.  Cambridge University Press, Cambridge & New York 2016, ISBN 978-0-521-85329-3.
- Orientation to the History of Roman Judaea.  Cascade Books, Eugene, OR 2016, ISBN 978-1-4982-9448-5.
- mit Thomas A. Robinson: Early Christian Reader: Christians text from the first and second centuries in contemporary English translations including the New Revised Standard Version of the New Testament. Hendrickson Publishers, Peabody, MA 2004, ISBN 978-1-56563-043-7.
- Griechische, römische und syrische Quellen über Jesus. In Jens Schröter, Christine Jacobi (Hrsg.): Jesus Handbuch.  (Handbücher Theologie). Mohr Siebeck, Tübingen 2017, ISBN 978-3-16-153853-7, S. 159–164